# Lars Andreas Larssen
Lars Andreas Larssen, född 27 mars 1935 i Melbu, död 29 januari 2014 i Oslo, var en norsk skådespelare som var känd bland annat som Ibsenskådespelare. Han medverkade även i flera filmer och TV-serier.
Larssens första filmroll var år 1957 en liten roll i den Oscarsnominerade norska filmen Nio liv. Sammanlagt medverkade han i över 30 filmer. År 1958 debuterade han på Folketeatret i pjäsen Cherrys have. Han var anställd vid Rogaland Teater 1959–1962 och efter 1968 vid Nationaltheatret.
Tillsammans med sin fru Sonja Lid startade han 1962 Fredskontoret i Stavanger. Åren därefter startade fredskontor i ett antal städer i Norge.

## Filmografi i urval
- 1957 – Nio liv
- 1959 – Herren och hans tjänare
- 1981 – Förföljelsen